# Pletiu Gras
El Pletiu Gras és un indret del terme municipal d'Abella de la Conca, a la comarca del Pallars Jussà, a la vall de Carreu, al límit amb el terme municipal de Conca de Dalt (antic terme d'Hortoneda de la Conca), en el qual entra una mica.

El Pletiu Gras, respecte del terme d'Abella de la Conca

Està situat al costat nord de la vall del riu de Carreu, a l'extrem nord del terme municipal, a prop del límit amb Conca de Dalt (antic terme d'Hortoneda de la Conca), terme en el qual entra una mica.
Pren el nom d'unes pletes que hi ha en aquest lloc, on hi ha unes pastures de bona qualitat.